# Petite Leyre
La Petite Leyre est une rivière française qui coule dans le département des Landes. C'est un affluent de la Leyre.

## Géographie
De 49,8 km de longueur, la Petite Leyre prend sa source dans les Landes de Gascogne, commune de Luxey et se jette en rive gauche dans l'Eyre à Moustey au « Hourc d'Eyre », dans le département des Landes.

## Principaux affluents
- Le Peyronnet : 13.1 km
- Le Naou : 19.1 km
- Ruisseau de Lagaraille : 10.5 km
- Ruisseau de Calesèque : 5.8 km
- Ruisseau de Pince : 12.2 km
- Ruisseau de Gadin : 7.9 km
- Ruisseau de Bertranon : 6.4 km
- Ruisseau de Montorgueil : 8.7 km

## Communes traversées
- Landes : Moustey, Belhade, Argelouse, Sore, Luxey, Callen